# Poisson-chat électrique
Malapterurus
Genre
Les poissons-chats électriques[réf. nécessaire] (Malapterurus) forment un genre de poissons d'eau douce capables de délivrer des chocs électriques de plus de 350 V. On les rencontre dans plusieurs rivières et lacs d'Afrique, comme le Nil, le lac Tchad, le Niger, le Lac Tanganyika…

## Description
Les poissons-chats électriques sont nocturnes. Ils se nourrissent d'autres poissons qu'ils assomment par une décharge électrique. Ils peuvent mesurer jusqu'à 1,20 m et peser 18 kg. Les poissons-chats électriques sont connus depuis l'Égypte antique.

## Liste des espèces de poissons-chats électriques
Selon FishBase (29 octobre 2017) :
- Malapterurus barbatus Norris, 2002
- Malapterurus beninensis Murray, 1855
- Malapterurus cavalliensis Roberts, 2000
- Malapterurus electricus (Gmelin, 1789)
- Malapterurus leonensis Roberts, 2000
- Malapterurus melanochir Norris, 2002
- Malapterurus microstoma Poll & Gosse, 1969
- Malapterurus minjiriya Sagua, 1987
- Malapterurus monsembeensis Roberts, 2000
- Malapterurus occidentalis Norris, 2002
- Malapterurus oguensis Sauvage, 1879
- Malapterurus punctatus Norris, 2002
- Malapterurus shirensis Roberts, 2000
- Malapterurus stiassnyae Norris, 2002
- Malapterurus tanganyikaensis Roberts, 2000
- Malapterurus tanoensis Roberts, 2000
- Malapterurus teugelsi Norris, 2002
- Malapterurus thysi Norris, 2002